# Emili Granier Barrera
Emili Granier Barrera (Barcelona, 1908-1997) fou un periodista i polític català, de formació autodidacta.
El 1924 durant la dictadura de Primo de Rivera ingressà a Estat Català, on fins i tot formarà part de Bandera Negra. El 1925 participaria en el complot de Garraf, raó per la qual fou detingut i empresonat fins al 1928. Un cop fora es dedicà al periodisme, i fou director de Justícia Social i secretari de redacció del setmanari L'Opinió i de La Publicitat. El 1930 abandonà Estat Català i ingressà a la Unió Socialista de Catalunya, de la qual fou nomenat secretari general del partit. Ha estat el primer a traduir al català el Manifest Comunista de Karl Marx i Friedrich Engels el 1930.
En celebrar-se les primeres eleccions municipals durant la Segona República Espanyola fou escollit regidor de l'Ajuntament de Barcelona, i fou detingut durant els fets del sis d'octubre de 1934. Fou alliberat novament el 1936.
En acabar la Guerra Civil espanyola s'exilià a París, on hi dirigí el periòdic clandestí Catalunya, i participà en la Resistència Francesa. Durant els primers anys formaria part del PSUC comorerista, fruit de l'expulsió i campanya contra el seu secretari general, i fou un dels principals impulsors de la campanya internacional de solidaritat quan Comorera fou empresonat.
Continuà el seu exili a Veneçuela, on arribà el 1954, i fixà la seva residència a Caracas. Fou membre actiu del Centre Català de Caracas, col·laborador dels Jocs Florals de la Llengua Catalana de 1975 i president del Patronat de Cultura Terra Ferma. Tornà a Catalunya el 1978 i milità al Partit dels Socialistes de Catalunya.
L'any 1991 va fer donació a la Biblioteca de Catalunya de la seva biblioteca personal que abasta uns 800 documents, la meitat en castellà (i bona part, editats a Sud-amèrica, especialment Veneçuela) i la resta en català, anglès i francès. El contingut d'aquesta col·lecció gira a l'entorn de temes socials, polítics, referits a la cultura catalana i l'exili.

## Obres
- Paraules de combat (1964), poesia
- Resposta a dos amics (1970), poesia
- Los intelectuales y la cultura de masas (1970) assaig
- Sobre biografies i altres coses (1970) assaig
- Catalunya y la Comunidad Económica Europea (1982), assaig